# Rumex induratus
La acedera redonda (Rumex induratus) es una especie de plantas de la familia de las poligonáceas.

## Descripción
Hierba perenne de base lignificada, polígina. Tallos de hasta 80 cm, profusamente ramificados. Hojas con peciolo de hasta 9 cm y limbo de hasta 5 cm, hastado, con lóbulo central anchamente lanceolado u ovado. Flores en racimos espiciformes terminales y axilares muy laxos. Perianto con piezas externas de 1,5-2 mm, reflejas. Valvas de 4,5-9,5 mm, ovadas a suborbiculares, cordadas, marcadamente nervadas, más largas que los aquenios.

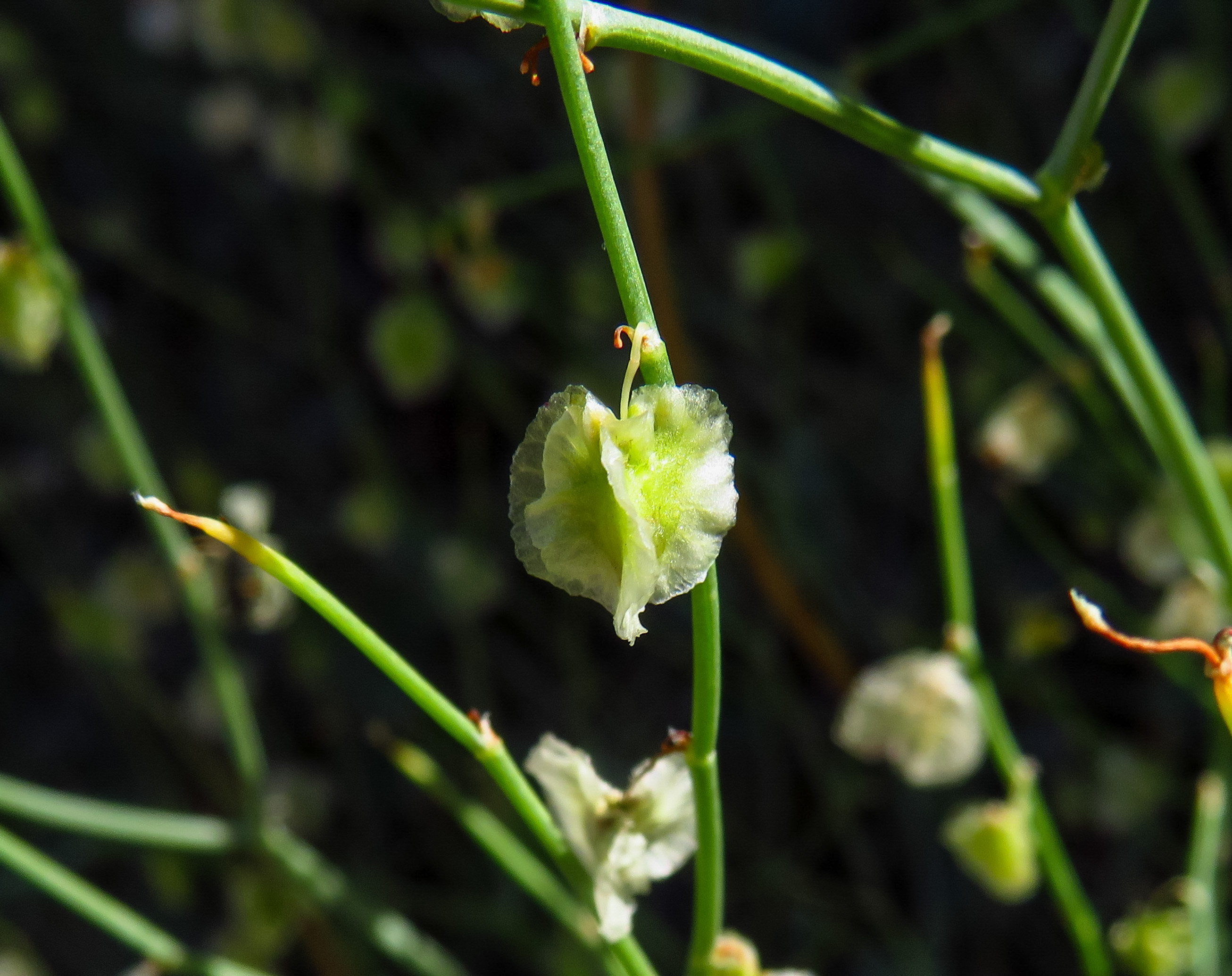
Detalle del fruto (aquenio) con las tres valvas que lo rodean.

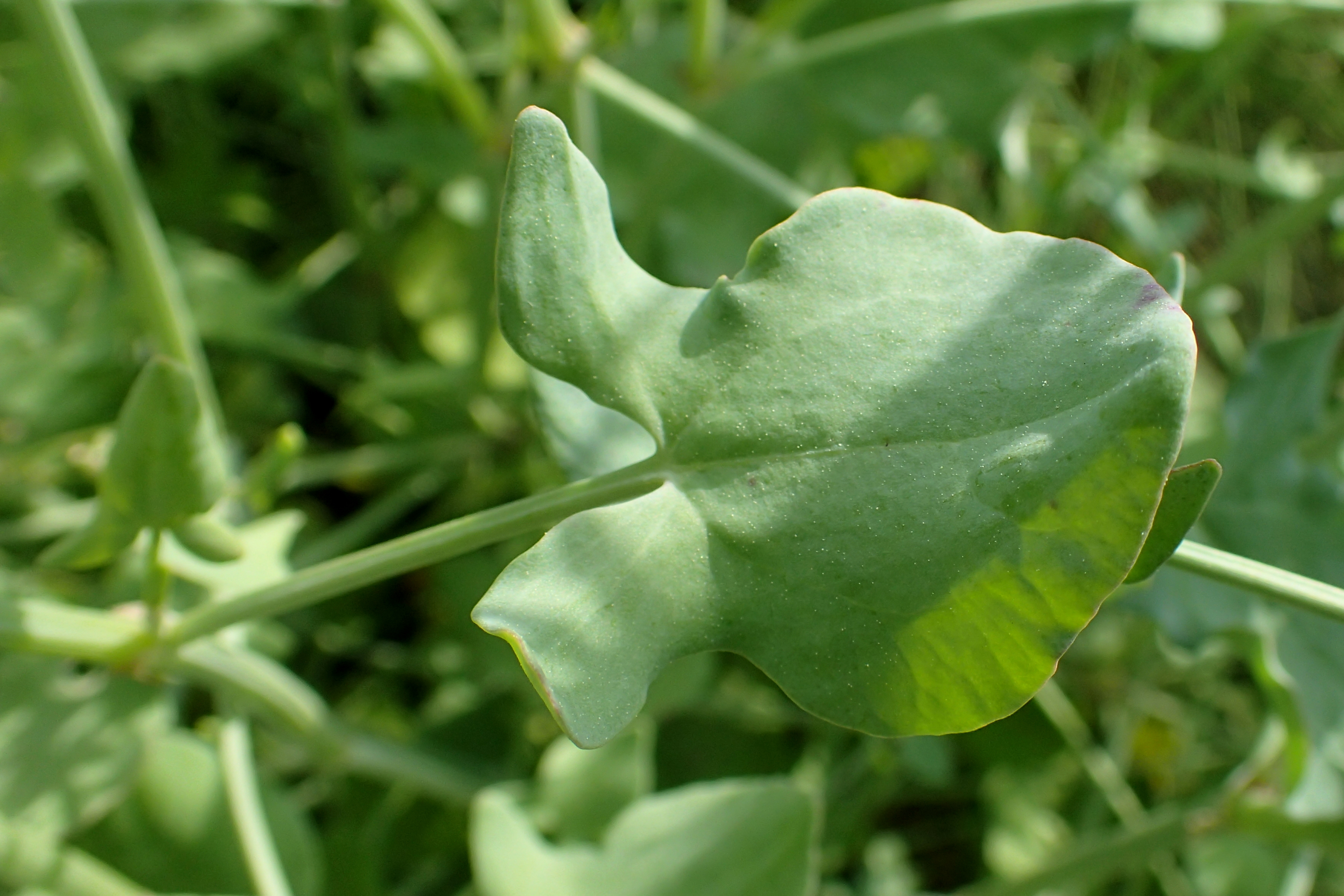
Detalle de la hoja.

## Distribución y hábitat
Endemismo Ibérico-Magrebí. Vive en áreas pedregosas y taludes. Florece y fructifica desde la primavera y hasta el otoño.

## Taxonomía
Rumex induratus fue descrita por Boiss & Reut. y publicado en Pugill. Pl. Afr. Bor. Hispan. 107. 1852
Citología
Número de cromosomas de Rumex induratus (Fam. Polygonaceae) y táxones infraespecíficos:  n=20; 2n=40
Etimología
Ver: Rumex
induratus: epíteto latíno que significa "dura".
Sinonimia
- Acetosa indurata (Boiss. & Reut.) Holub
- Acetosa scutata subsp. indurata (Boiss. & Reut.) Á. Löve & B.M. Kapoor
- Rumex scoparius (L.) Rothm.
- Rumex scutatus subsp. induratus (Boiss. & Reut.) Nyman
- Rumex scutatus var. induratus (Boiss. & Reut.) Ball
- Rumex scutatus var. scoparius L. in Loefl.[5]

## Nombres comunes
- Castellano: acea, aceas, aceda de pared, acedas de pared, acedera (10), acedera de conejo, acedera de hojas redondas, acedera de monja boba, acedera de pajarilla, acedera inglesa, acedera redonda (2), acedera romana, acederas (2), acederilla, acederones (2), acederón (2), acedirera, acedonera, aceera, acera (2), acercera, acerones (2), acerón (2), aceílla, acicerón, acidera, adeas, adera (2), aderón, agrea, aladeras, alaeras, ancerinos, anserinos, azadera (2), azadera de borrico, azadera de pajarilla, azaderas, azaderas borrachas (2), azaeras, badolas, escudillos (2), grifos, padres, pavón, piallo, pimpollo, sartenejas, vinagrera (6), vinagrera de pájaro, vinagreras, vinagreta, zarza, zarzamoras.[5] (el número entre paréntesis indica las especies que tienen el mismo nombre en España)